# Монеты Боспорского царства

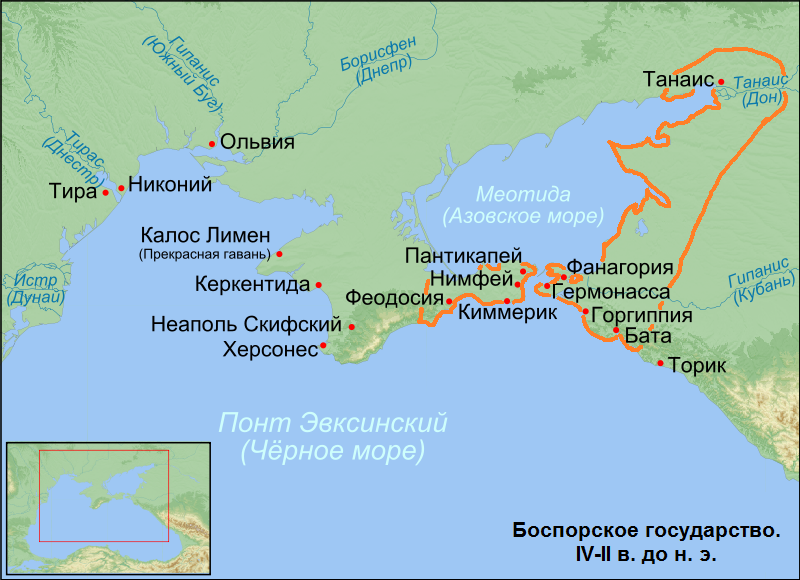
Территория Боспорского царства в IV—II вв. до н. э. среди других полисов античного Причерноморья.

Монеты Боспорского царства — монеты, которые чеканились на территориях, входящих в состав Боспорского царства. Города, находящиеся под экономическим влиянием Боспора, занимались чеканкой своих монет лишь эпизодически, некоторые из них ограничивались лишь кратковременными выпусками своей монеты. В первой четверти V века до н. э. начинает чеканить свою монету город Мирмекий, однако выпуск монет в нем прекращается с началом выпуска монет в Нимфее, Фанагории, Феодосии. Во II веке до н. э. в связи с экономическим упадком в Боспорском царстве, происходит постепенная порча металла монет, их вес падает, как и уменьшается количество золота в их составе, а оформление грубеет.

## Монеты Феодосии
В Феодосии существовало пять типов серебряных монет, выпущенных в небольшом количестве. Было представлено два типа медных монет. Малочисленный выпуск монет может быть объяснен тем, что в первой половине IV века Феодосия утратила свою самостоятельность, но исследователи склонны считать, что все-таки в городе отсутствовал запрет на чеканку монет ввиду того, что за правителями Феодосии было сохранено звание архонтов.

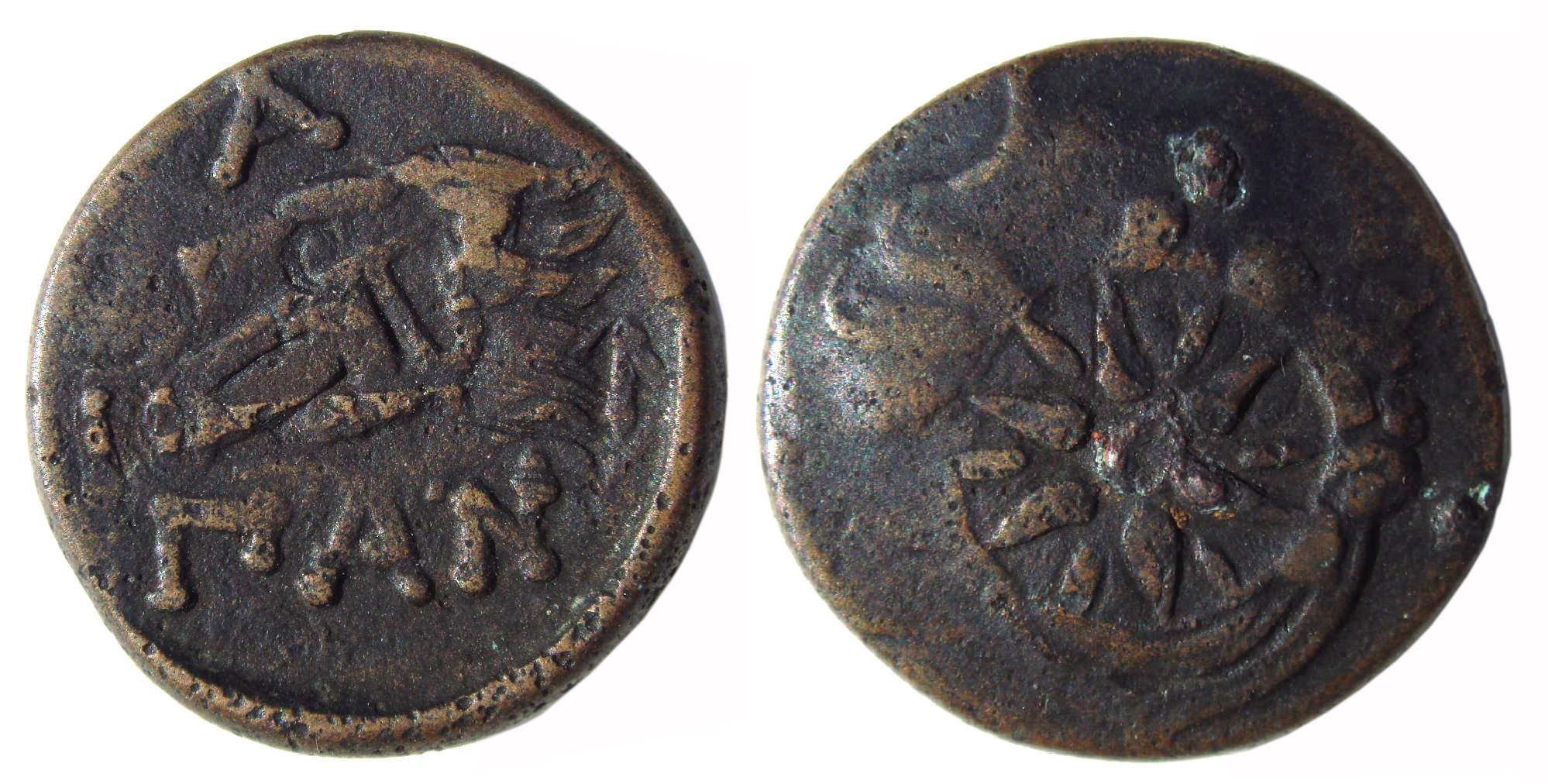
Монета Пантикапея IV—III вв. до н. э. Аверс: голова льва влево, реверс: 12-конечная звезда

Большая часть серебряных монет, найденная исследователями на территории Феодосии, датируется IV веком. Есть группа медных монет, принадлежащая второй половине III века. Найденные серебряные монеты чеканились в разное время. На лицевой стороне наиболее ранней из этих монет изображена безбородая голова, повернутая вправо, на оборотной стороне — голова быка. Монета, предположительно, может относиться к концу V века. Ранняя группа медных монет представлена типом, когда на лицевой стороне изображена безбородая голова, а на оборотной стороне — бодающийся бык. Она может быть датирована серединой IV века до н. э.. Более многочисленная группа монет, на аверсе которых изображена Афина, а на реверсе — горит с луком и палица. Встречающийся на монетах бодающийся бык, чем-то схож с изображениями Херсонеса и Гераклея, и возможно, заимствован оттуда. Минимальные сведения о существовании феодосийских монет объясняются тем, что они были найдены в очень ограниченных количествах. Также существуют предположения, что Феодосия не принимала участия в чеканке однотипной медной монеты городами Боспорского царства в период правления Митридата VI. Вероятно, чеканка собственных монет в Феодосии была прекращена, начиная со II века до н.э.

## Монеты Нимфея
Чеканка монет в Нимфее длилась небольшой период времени. Известно, что на территории города чеканились только серебряные монеты. На лицевой стороне этих монет изображалась голова женщины (нимфы), на оборотной — виноградной лозы с надписью NYN. Это выступает свидетельством того, что все эти монеты относятся к одной серии. В большем количестве представлены маленькие монетки весом 0,30 г. Нумизмат Бертье-Делагарт считал, что они относятся к полуоболам эллинской системы. Реже встречаются монеты диоболы, для которых характерен немного больший размер. Известно о существовании лишь двух экземпляров более крупных номиналов, весом 4,72 и 4,93 г, которые называют пентаболами.

## Монеты Пантикапея

### VI—IV век до н. э.

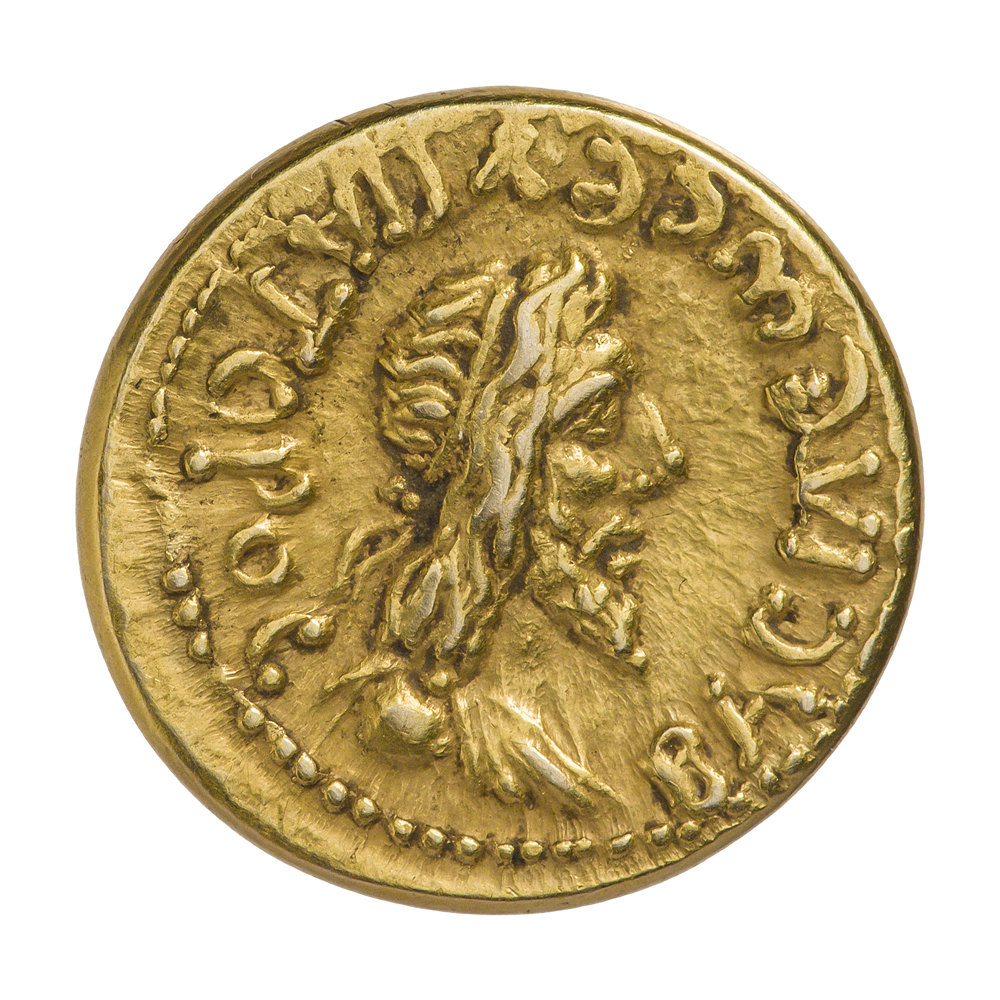
Аверс статера, чеканившийся во время правления Евпатора

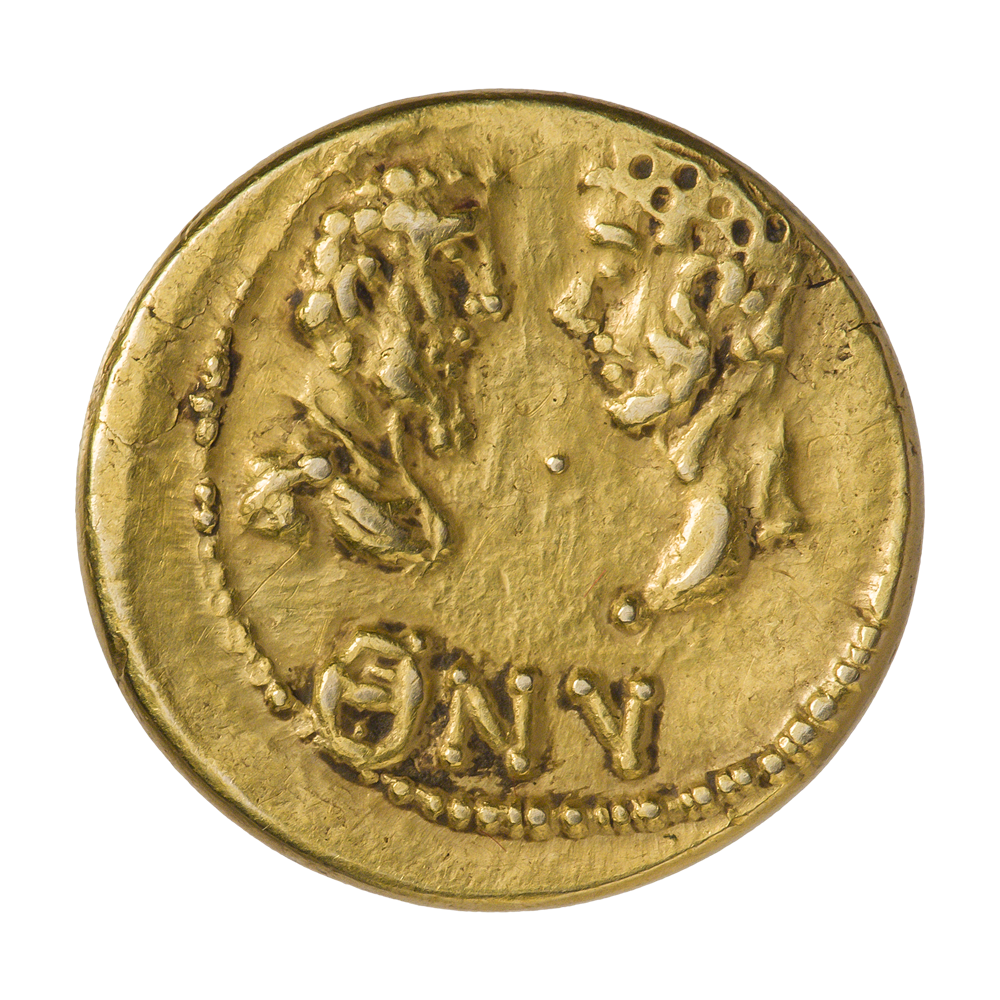
Реверс статера, который чеканился во время правления Евпатора

Чеканка монет в Пантикапее началась в VI в до н. э. Вначале чеканились серебряные монеты и самым большим их номиналом была драхма. Исследователи делают такие выводы на основании данных фактуры и стиля. На этих монетах отсутствовали сложные элементы дизайна. На лицевой стороне изображалась львиная голова, оборотная сторона часто была без изображения, представляя собой вдавленный квадрат неправильного контура. Голова льва в фас на монетах Пантикапея продолжала чеканиться больше столетия. За это время само изображение льва эволюционировало и совершенствовалось, становилось более художественным. Оборотная сторона монеты со временем приобрела форму правильного квадрата, разбитого на четыре квадратных участка с точками. Из точек составлялся рисунок, напоминающий крылья ветряной мельницы. В конечном итоге на монете появилось изображение восьмиконечной звезды, украшающее оборотную сторону. Существовали маленькие монетки — тетартемории и гемитетартемории, на лицевой стороне которых изображался муравей. Эти монеты находили в Керчи и ее окрестностях во время раскопок. Известна серия пантикапейских монет на оборотной стороне которых изображена голова барана. Еще одна группа монет с головой льва, занимающей все поле, с ушами, которые особо не выделяются и густой гривой, которая плотно прилегает к голове. На обороте изображена голова барана. Также присутствуют добавочные символы: осетр, звезда. Установить даты, когда чеканились эти монеты, можно только предположительно. Известны еще две отчеканенные серии серебряных монет с головой сатира. В начале второй четверти IV века в Пантикапее возникает золотая чеканка.

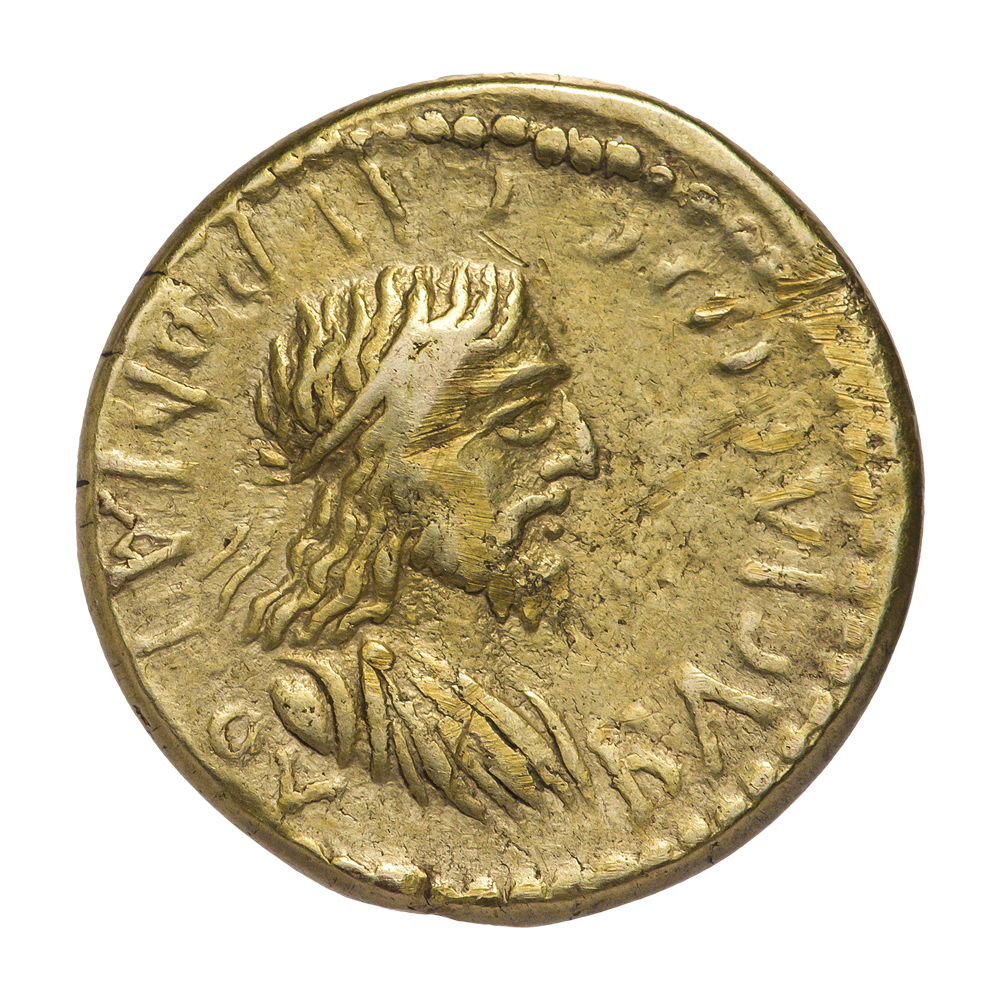
Аверс статера, чеканившегося при Савромате II

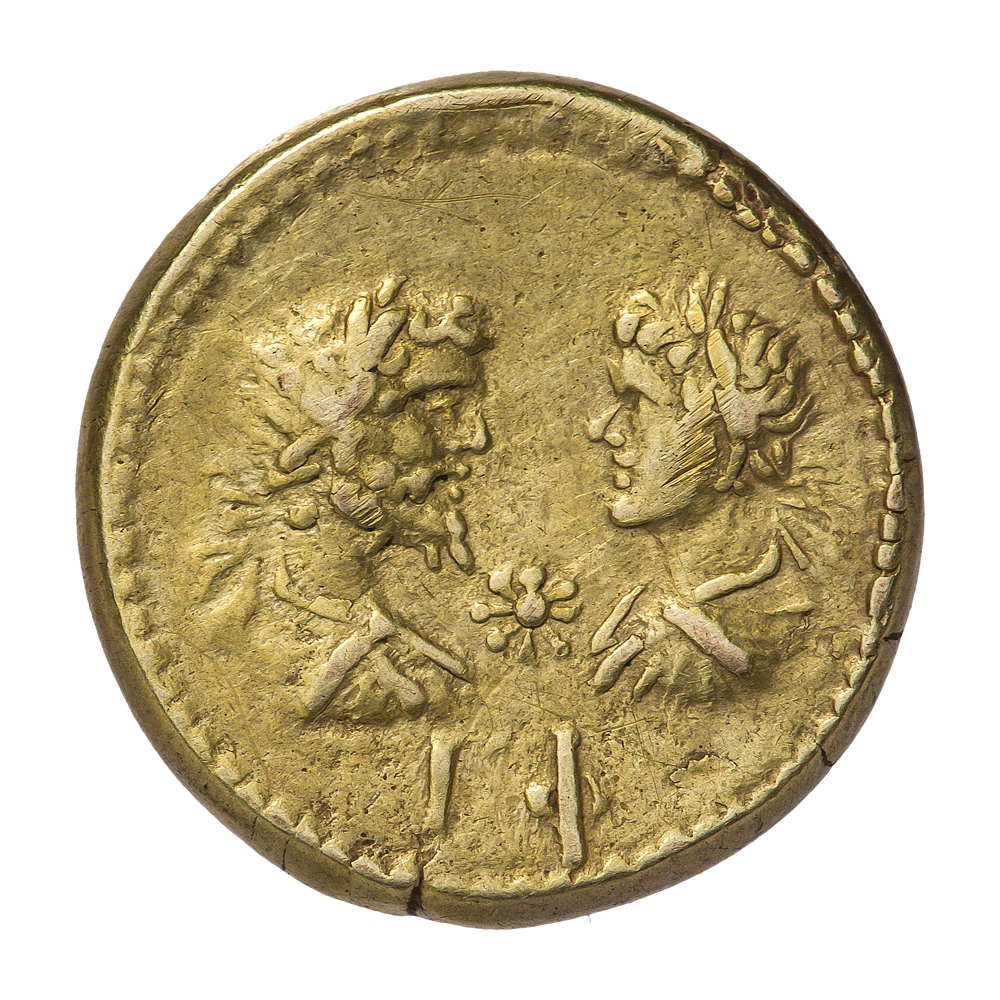
Реверс статера, чеканившегося при Савромате II

### IV—II век до н. э.
Монеты Пантикапея в этот период, как и прежде, носят название только города. Позже появляются монеты с именем архонта и царя. Типы монет начинают меняться. Вместо головы зверя, теперь появляется его целая фигура, которая размещена на оборотной стороне монеты. На лицевой стороне изображается голова божества с козлиными ушами — Пана или голова сатира. Некоторые исследователи считают, что изображалось фракийское божество, подобное Дионису. Божество с козлиными ушами появляется одновременно на различных номиналах серии монет то с бородой, то без бороды. В 40-х — 30-х годах IV века до н. э. на монетах это божество появляется уже с венком из плюща.
В обозначенный период впервые начинают чеканиться медные монеты, выпуск которых ведется беспрерывно. Примерно, через двадцать лет после этого началась чеканка золотых статеров. В течение IV века в Пантикапее чеканятся золотые, серебряные и медные монеты.
Группа монет с головой сатира включает в себя серебряные монеты в диобол, обол, гемиобол, два номинала медных монет. Первые медные пантикапейские монеты были небольших размеров. Со временем их размер увеличился, при этом сократилась чеканка мелких номиналов серебра, например, обола.
Пантикапейские статеры обладали значительным весом — 9,09 г. Есть несколько известных статеров весом 8,55 г, все они относятся к одному выпуску. Статеры, которые выпускались в более ранний период, имеют сильно углубленную оборотную сторону и более высокий рельеф обеих сторон. На оборотной стороне был изображен хлебный колос, который по-видимому символизировал торговлю хлебом. Колос был горизонтально расположен в нижней части поля, использован в качестве подножия для фигуры грифона с львиной головой.
Медные монеты были представлены пятью номиналами, самый крупный — с головой сатира. Средний вес самого крупного номинала — 7,1 г, самого маленького — 0,6 г.

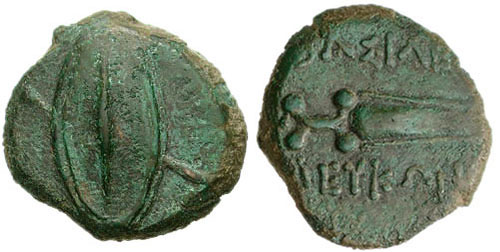
Дихалк Левкона II. На аверсе щит с копьем, на реверсе — меч-акинак. Надпись в две строки ΒΑΣΙΛΕΩΣ ΛΕΥΚΩΝΟΣ. Пантикапей, 240—230 годы до н. э.

На оборотной стороне медных монет конца IV века редко встречается изображение головы быка. Более распространены голова льва и осетр, на монетах средней величины.
В первой половине III века до н. э. в денежном обращении было значительное количество медных монет, которые быстро обесценивались. Иллюстрацией состояния монетного дела Боспора в период денежного кризиса III века до н. э. являются монетные клады этого периода  (например, Мирмекийский клад 2002 года).
Выпускались пантикапейские маленькие медные монеты, на лицевой стороне которых была изображена голова быка, на обороте — плуг с колосом.
В этот период выпускались медные и серебряные монеты с головой Аполлона на лицевой стороне. Стали чеканиться группы монет, на лицевой стороне которых изображены головы Посейдона, Зевса, Афины. Во II веке до н. э., в основном чеканились драхмы с изображением Аполлона. Начиная с III века Боспор постепенно приходит в упадок.

## Монеты синдов и Фанагории
Синды чеканили свои монеты с изображением на лицевой стороне головы Геракла в львиной шкуре, на оборотной стороне — голова коня. Голова Геракла была вытянута вверх, линия края львиной шкуры подчеркнута надо лбом и на щеке.

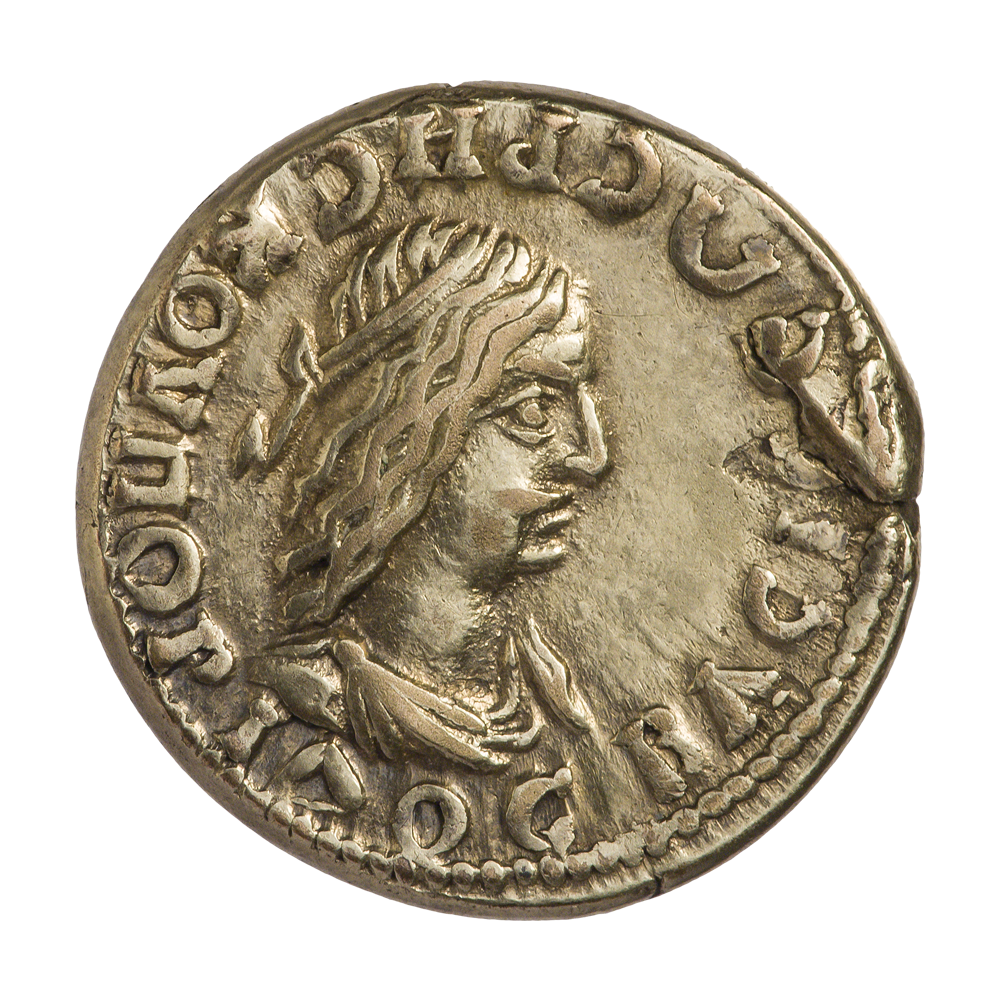
Аверс статера, который чеканился при Рескупориде III

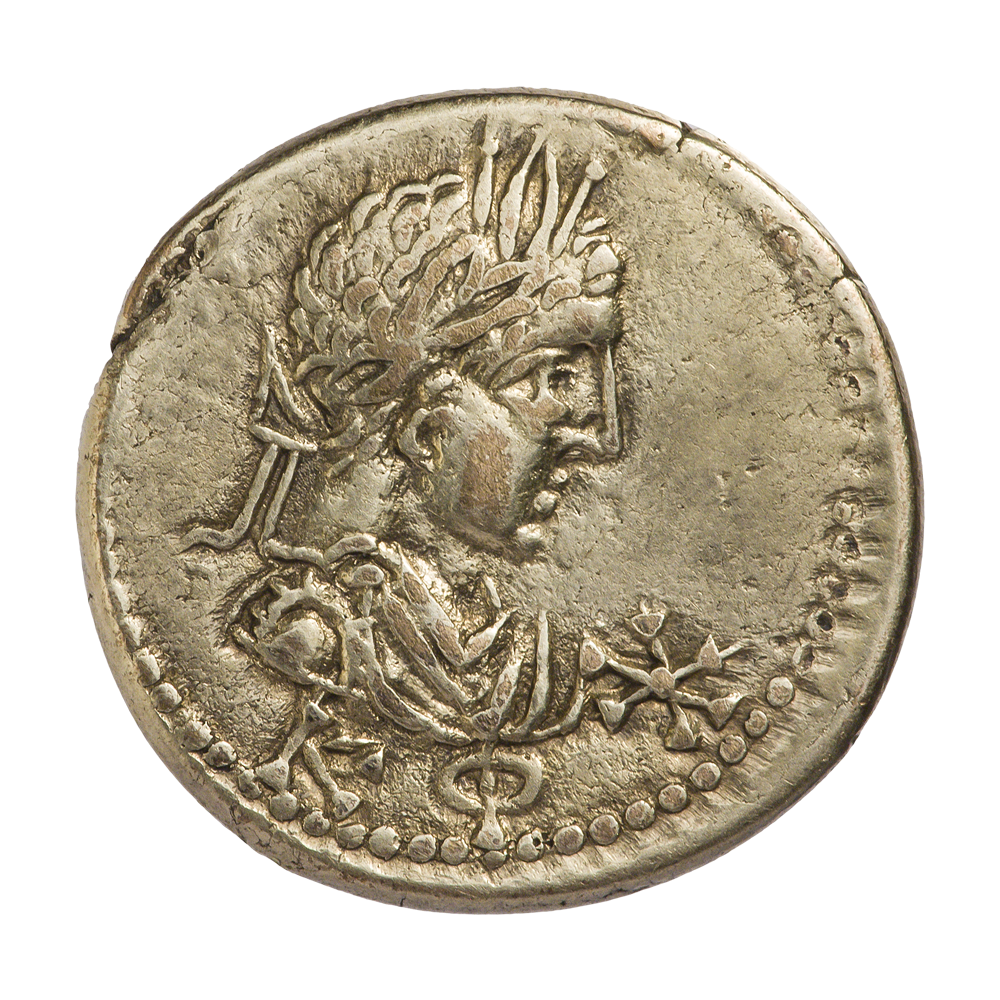
Реверс статера, который чеканился при Рескупориде III

Чеканились диоболы, гемиоболы и тетартемории. На лицевой стороне в одной из группы монет диоболов, изображался сидящий грифон, перед которым лежало зерном. В другой группе монет, на аверсе было изображением Геракл со стрелой. Предположительно, все эти монеты чеканились в последней четверти V века до н.э. Точное место чеканки этих монет не известно. Наиболее ранние монеты, о которых известна более точная информация, принадлежат к первой половине IV века. Чеканилась драхма, хотя историкам известен только один экземпляр этой монеты, диоболы и гемиоболы. Лицевой стороной всех номиналов монет была безбородая голова в остроконечной шапке. Раньше считалось, что это изображение города Фанагории. Существуют более редкие фанагорийские монеты, с бородатой головой, в коническом пилосе, на изображениях присутствует лавровый венок. На оборотной стороне драхмы изображен бодающийся бык с зерном под обрезом, на оборотной стороне двух вариантов диоболов — протоме или одну голову быка, с зерном. На оборотной стороне гемиобола — только зерно. Оборотная сторона монет все еще сохраняет некоторую вдавленность, что позволяет датировать их первой половиной IV века до н. э. Присутствие зерна на монетах может стать свидетельством развивающейся хлебной торговли. Монеты Фанагории и синдов в V и IV веке до н. э. очень отличаются от пантикапейских монет.
Во II веке до н. э. в Фанагории выпускаются монеты из серебра, одним номиналом — триоболы. На лицевой стороне изображена Афродита, на оборотной — гранатовый цветок. Чеканка медной монеты небольшого размера начинается во второй половине III века. На лицевой стороне — голова бородатого сатира, типами оборотной стороны выступают лук со стрелой, виноградная кисть, имя города в сокращенной форме «ФА».

## Монеты с именами боспорских царей
Монеты, на которые нанесены имена боспорских царей, представлены в очень небольшом количестве, за исключением медных монет с именем Левкона. Они были представлены монетами крупных размеров с типом головы юного Геракла в львиной шкуре на лицевой стороне, а на оборотной — лука с палицей. Средний вес монеты составлял около 13 г. Монеты меньшего размера, вес которых около 5,5 г, с типами головы Афины в коринфском шлеме и молний. И малые монеты, которые представляют наибольшую редкость из вышеперечисленных, с типами овального щита и кинжала. Монеты Левкона отличались аккуратностью исполнения. Среди монет с именами боспорских правителей можно выделить такие золотые и серебряные монеты: золотой статер и две серебряных драхмы архонта Гигиэнонта, золотые статеры с именем царя Перисада, золотой статер царя Ака. Вероятно, эти монеты так редки, потому что не предназначались для денежного обращения, а нужны были для раздач царскому окружению.
Во время правления Мифрадата Евпатора вначале в обращении были безымянные медные монеты различного размера. На меньших номиналах был изображен шлем, на больших — голова в кожаном шлеме. Медные монеты были представлены двумя категориями: однотипные городские монеты и анонимные монеты с монограммами. Наиболее ранние монеты, которые чеканились при Мифрадате, были крупные оболы с головой Посейдона на лицевой стороне и пророй на оборотной. Выпускались маленькие монеты с головой Афины на лицевой стороне и трезубцем на оборотной. На лицевой стороне крупных медных монет этого периода изображался юный Дионис в плющевом венке, на оборотной — украшенный горит с ремнем.
Монеты с именем Асандра присутствуют в двух категориях: золотые статеры и медные монеты. Во время его правления не велась чеканка серебряных монет. Золотые статеры Асандра все датированы. На статерах, отчеканенных в первые годы его правления, есть его имя и титул архонта, а с четвертого года правления он уже именуется царем. На оборотной стороне статеров — изображение Ники на носу корабля.
При Евпаторе (154—170-е годы до н. э.) выпускаются золотые статеры и медные монеты. Сестерции чеканятся очень редко. Со временем выпуск золотых статеров увеличивается, при этом они заметно бледнеют и из золотых становятся электровыми. При Савромате II они продолжают выпускаться достаточно бледного цвета, причём под конец его правления цвет теряют ещё больше. Во время правления Рескупорида III статеры больше бледнеют, но все ещё содержат 30 % золота.
До наших дней в большом количестве сохранились монеты, чеканившиеся во время правлений Котиса III и Савромата III. Эти монеты чеканились уже в период экономического упадка. Они носят лёгкий желтоватый оттенок и лишь немного напоминают былые золотые статеры.
При кратковременно правившем в 253—254 годах царе Фарсанзе впервые на Боспоре был применён принцип чеканки статеров с тонким серебряным покрытием. Монеты Фарсанза сохранились в составе нескольких боспорских кладов (в частности, они найдены в Керченских кладах 1964 и 1988 годов). После Фарсанза, при Рескупориде V, эта технология не применялась, но была возрождена в чеканке Савромата IV и Тейрана в 275—276 годах.
А. Н. Зограф в своих работах выпуски монет с именами боспорских царей считал донативными на основании их редкости.